# Scurria mesoleuca
Espèce
Scurria mesoleuca est une espèce de mollusque appartenant à la famille des Lottiidae.
- Répartition : côtes est des Amériques.
- Longueur : 3 cm.

## Source
- Arianna Fulvo et Roberto Nistri (2005). 350 coquillages du monde entier. Delachaux et Niestlé (Paris) : 256 p.  (ISBN 2-603-01374-2)